# Bereborn
Bereborn ist eine Ortsgemeinde im Landkreis Vulkaneifel in Rheinland-Pfalz. Sie gehört der Verbandsgemeinde Kelberg an.

## Geographie
Der Ort liegt in der Hohen Eifel am Fuße des Naturschutzgebietes Hochkelberg, etwa 18 Kilometer nordöstlich der Kreisstadt Daun. Nördlich des Dorfes entspringt der Elzbach.
Zu Bereborn gehört auch der Wohnplatz Weilcheswieserhof.

## Geschichte
Bis Ende des 18. Jahrhunderts gehörte Bereborn zur Grafschaft Virneburg. Während der sogenannten Franzosenzeit war der Ort Gemeinde in der Mairie Virneburg.
Im Zuge der kommunalen Neuordnung von Rheinland-Pfalz und der Neubildung der Verbandsgemeinde Kelberg, kam die Gemeinde Bereborn am 7. November 1970 vom gleichzeitig aufgelösten Landkreis Mayen zum Landkreis Daun (heute Landkreis Vulkaneifel).
Bevölkerungsentwicklung
Die Entwicklung der Einwohnerzahl von Bereborn, die Werte von 1871 bis 1987 beruhen auf Volkszählungen:
| Jahr | Einwohner |
| 1815 | 98        |
| 1835 | 131       |
| 1871 | 120       |
| 1905 | 125       |
| 1939 | 131       |

| Jahr | Einwohner |
| 1950 | 137       |
| 1961 | 151       |
| 1970 | 144       |
| 1987 | 122       |
| 2005 | 118       |

## Politik

### Gemeinderat
Der Gemeinderat in Bereborn besteht aus sechs Ratsmitgliedern, die bei der Kommunalwahl am 9. Juni 2024 in einer Mehrheitswahl gewählt wurden, und dem ehrenamtlichen Ortsbürgermeister als Vorsitzendem.

### Bürgermeister
Christoph Diederich wurde am 2. Juli 2024 Ortsbürgermeister von Bereborn. Da für die Direktwahl am 9. Juni 2024 kein Wahlvorschlag eingereicht wurde, erfolgte die Neuwahl gemäß rheinland-pfälzischer Gemeindeordnung durch den Rat, der sich auf seiner konstituierenden Sitzung für Christoph Diederich entschied.
Diederichs Vorgänger Johannes Schu hatte das Amt seit Ende der 1990er Jahre inne und war 2024 nicht erneut angetreten.

### Wappen
| Wappen von Bereborn | Blasonierung: „Von Silber und Blau geteilt, oben 7 (4:3) rote Rauten, unten einen silbernen Ziehbrunnen.“ |
| Wappen von Bereborn | |

## Kultur- und Naturdenkmäler

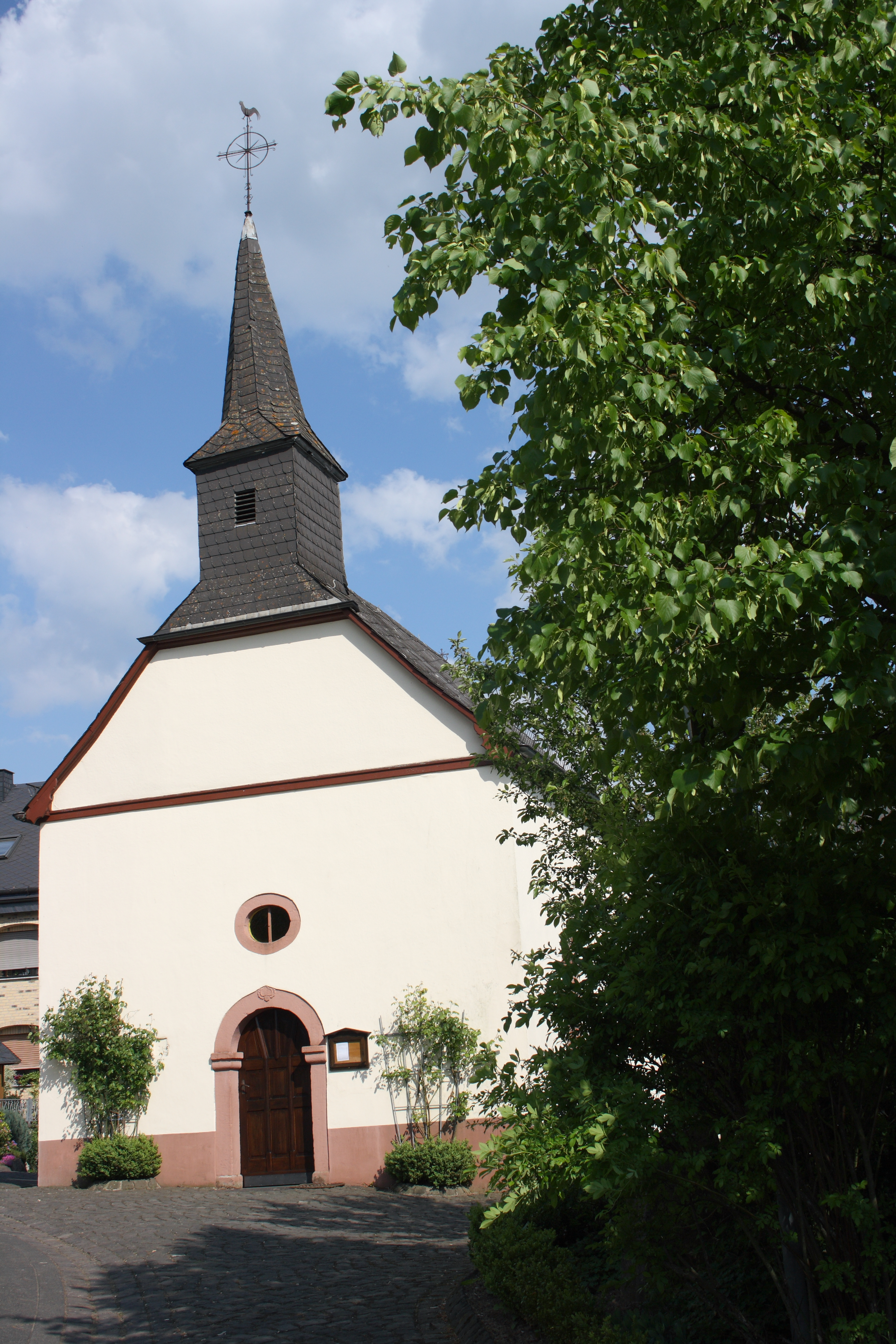
St. Quirinus (Berenborn)

In der Ortsmitte erinnert die Kaiserlinde mit Gedenkstein an den 100. Jahrestag des Sieges über Napoleon in der Völkerschlacht bei Leipzig im Jahr 1813.
Die katholische Kirche St. Quirinus wurde 1777 als zweiachsiger Saalbau errichtet.

## Verkehr
Im Norden führt die Bundesstraße 410 an der Gemeinde vorbei. Durch den Ort verlaufen die Kreisstraßen 89 und 90.